# Palazzo Gritti Dandolo

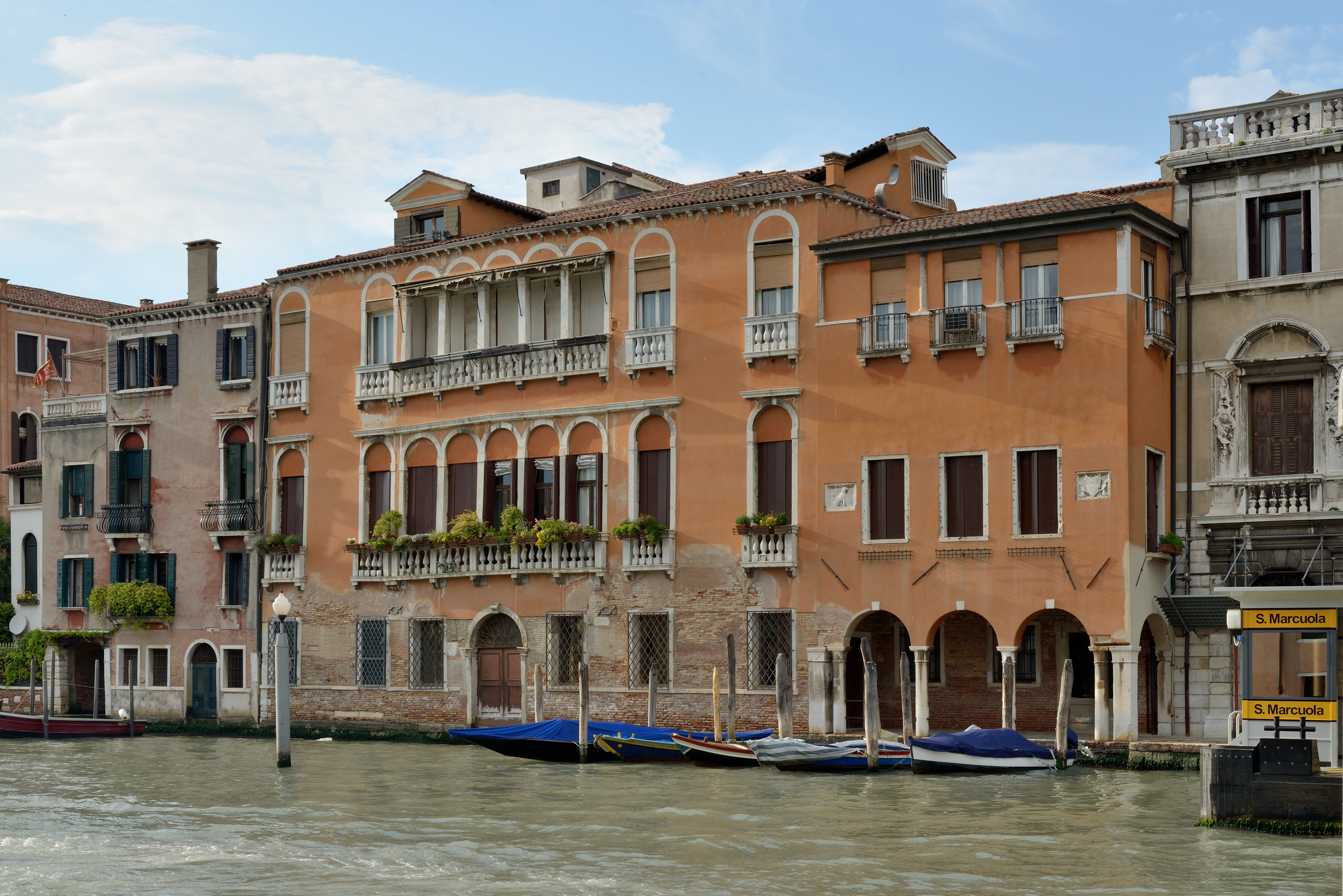
Palazzo Gritti Dandolo mit Nebengebäude

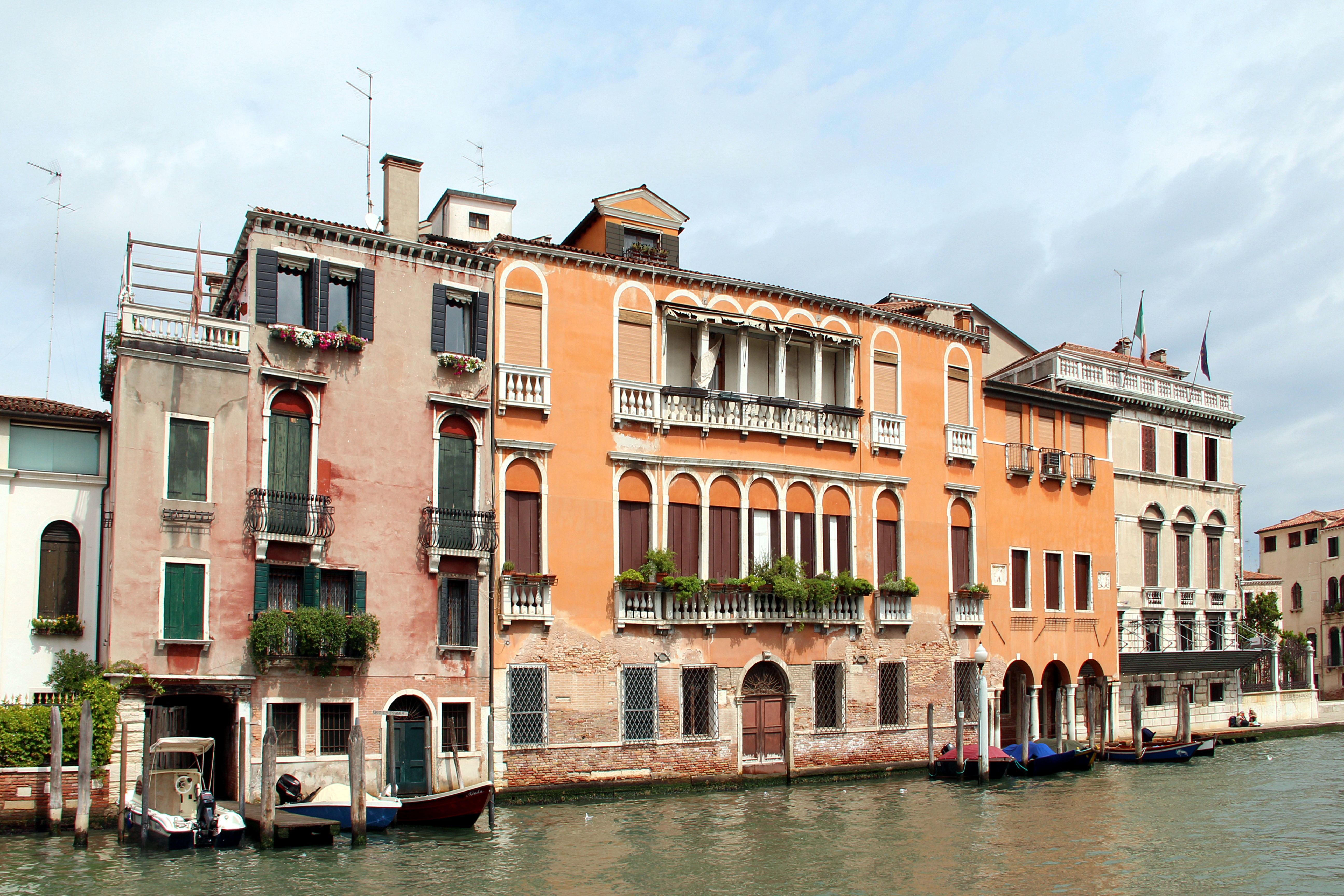
Der Gritti-Palast oder Gritti Dandolo, erbaut in der Sestiere du Cannaregio am rechten Ufer des Canal Grande.

Palazzo Gritti Dandolo ist ein Palast in Venedig in der italienischen Region Venetien. Er liegt im Sestiere Cannaregio mit Blick auf den Canal Grande zwischen dem Palazzo Memmo Martinengo Mandelli und dem Palazzo Correr Contarini Zorzi.

## Geschichte
Der Palast ist mittelalterlichen Ursprungs, trägt die klassischen Linien venezianischer Gotik und wurde im 17. Jahrhundert grundlegend umgebaut. Die Fenstereinteilung wurde dabei radikal verändert, aber die Dimensionen blieben erhalten.

## Beschreibung
Die Fassade des dreistöckigen Gebäudes hat im Erdgeschoss ein weites Rundbogenportal mit direktem Zugang zum Kanal. Die beiden Hauptgeschosse zeigen eine symmetrische Struktur; in der Mitte befindet sich jeweils ein Fünffachfenster, das von je einem Paar Einfachfenster auf jeder Seite flankiert wird. Alle Fenster haben steinerne Brüstungen.
Rechts des Hauptbaukörpers ist ein kleiner Palast angeschlossen. Auch er hat drei Stockwerke; im Erdgeschoss liegen drei Rundbogenöffnungen, die von kleinen Säulen voneinander getrennt sind. Auf der gestrichenen Fassade sind zwei Halbreliefe angebracht, die die Wappen der Familien Gritti und Dandolo, der beiden adligen Eigentümerfamilien, zeigen. Dieses Nebengebäude aus dem 16. Jahrhundert verdankt seine heutige Form einem Umbau im 19. Jahrhundert.